# Kyle Anderson
Kyle Forman Anderson (Nueva York, 20 de septiembre de 1993), también conocido como Li Kai'er, es un baloncestista estadounidense, nacionalizado chino, que pertenece a la plantilla de los Utah Jazz de la NBA. Con 2,06 metros de altura, juega en la posición de alero.

## Trayectoria deportiva

### Primeros años
Anderson nació en Nueva York, y creció en Fairview, Nueva Jersey. Anderson comenzó a jugar baloncesto el día en que comenzó a caminar, que fue tres días antes de su primer cumpleaños. Asistió a su primer campamento de baloncesto a los tres años. El padre de Anderson, un entrenador de baloncesto de un instituto desde hace mucho tiempo en Nueva Jersey, lo preparó para ser un base. Aunque Anderson era alto, su padre no quería que el fuera un "encasillado" como un jugador del poste. Tenía a su hijo jugando en equipos con jugadores mayores en la Amateur Athletic Union (AAU); generalmente Anderson era el jugador más pequeño en la cancha, Anderson desarrolló las habilidades de base temprano mientras pasaba a sus compañeros más grande.
Comenzó su carrera en la preparatoria en el instituto "Paterson Catholic High School". A pesar de que poseía las habilidades de un base, sus 6 pies y 5 pulgadas (1,96 metros) de altura, llevó a los entrenadores a hacerlo jugar de ala y en el poste. Tras dos años en "Paterson Catholic", el instituto cerró, y Anderson se mudó al instituto "St. Anthony High School". En general, compiló un récord de 119-6 como titular de cuatro años, incluyendo 65-0 en sus dos años en el instituto "St. Anthony". Cuando el instituto "St. Anthony" capturó su segundo título consecutivo en el Torneo de Campeonato Nueva Jersey, concluyó su segunda temporada invicta con una victoria 66-62 sobre el instituto "Plainfield", Anderson fue el tercer mejor anotador del equipo con 14 puntos. Aun así el entrenador de "St. Anthony"; Bob Hurley dijo que Anderson fue "el corazón y el alma del equipo y fue la razón por la que ganamos el partido". Para la temporada, Anderson lideró al equipo en anotación (14.7 puntos por partido), rebotes (6.5 por partido), asistencias (3.9 por partido), tiros taponados (2.0 por partido) y deflexiones. The Star-Ledger lo nombró su jugador del año de baloncesto masculino estatal. Recibió el reconocimiento nacional como All-American Parade, McDonald's All-American, y fue invitado a disputar el Jordan Brand Classic y el Nike Hoop Summit. A pesar de todos los elogios que había recibido en su carrera, Anderson fue descrito por Hurley como un "sin pretensiones", lo que el entrenador acreditó a la familia de Anderson haciendo un "gran trabajo manteniéndolo equilibrado".
Con 6 pies y 9 pulgadas (2,06 metros) Anderson fue frecuentemente un alero, pero todavía se considera así mismo como un base. Entre los reclutas de 2012, fue clasificado como el n.º 1 de los aleros por Rivals.com, y n.º 2 por ESPN.com y Scout.com detrás de Shabazz Muhammad. Hurley lo llamó el pasador Anderson "su mejor activo".

### Universidad

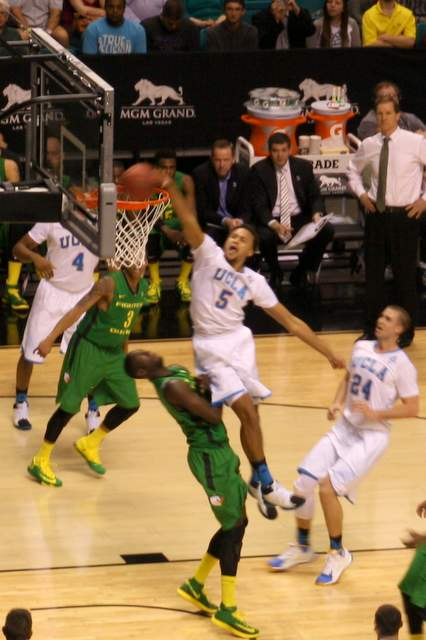
Anderson machacando contra Oregon en el Campeonato de la Pac-12 de 2014.

El 19 de septiembre de 2011, Anderson se comprometió para asistir a la Universidad de California en Los Ángeles (UCLA) para jugar en la División I de baloncesto para los Bruins. También consideró las propuestas de Seton Hall, Georgetown, Florida y a St. John's. Un factor importante en su decisión fue el récord del entrenador de UCLA Ben Howland con bases de éxitos en la National Basketball Association (NBA). Anderson y Muhammad fueron los mejores jugadores de la clase de reclutamiento de los Bruins, la cual se consideró la mejor de la nación. Howland tenía a Anderson sobre todo jugando sin el balón, mientras que Larry Drew II era el principal manejador del balón de los Bruins. Principalmente jugaba como un ala-pívot, Anderson terminó la temporada con promedios de 9.7 puntos, 8.6 rebotes y 3.5 asistencias. A pesar de que luchó en ocasiones bajo ofensa estricta de Howland, lideró al equipo en rebotes y fue el único jugador clasificado entre los 10 mejores de la Pac-12 en rebotes y asistencias. Fue el primer jugador de la Pac-12 desde el jugador de UCLA Bill Walton en su último año en 1973-74 en tener por lo menos 300 rebotes y 100 asistencias en la misma temporada. Anderson fue nombrado al segundo mejor quinteto de la Pac-12 y al mejor quinteto "freshman" (debutante) de la Pac-12. Señalado por los ejecutivos de la NBA para ser elegido en la primera mitad de la segunda ronda del Draft de la NBA de 2013, si se declaraba elegible, Anderson dio una gran consideración para abandonar la universidad.
Anderson decidió volver a UCLA en 2013-14, la que él y su familia figuraban como su última temporada en la universidad. Con un porcentaje de tiros de campo de solo 41.6% durante la temporada anterior, trabajó en la mejora de sus tiros de media distancia y más allá durante la temporada baja. El nuevo entrenador de los Bruins Steve Alford, quien reemplazó al despedido Howland, movió a Anderson a su posición natural como base. Bajo una nueva ofensiva muy abierta de Alford, jugó con más confianza y mostró un mejor tiro en suspensión. El 22 de noviembre de 2013, logró 13 puntos, 12 rebotes y 11 asistencias en la victoria 81-70 sobre Morehead State; fue el primer triple-doble de la universidad desde Toby Bailey en 1995. El 29 de noviembre, UCLA fue el co-campeón en el torneo Las Vegas Invitational con Missouri, y Anderson fue nombrado MVP del torneo, ya que los Bruins comenzaron la temporada con un récord de 7-0. El 27 de febrero, Anderson y Jordan Adams se perdieron un partido después de haber sido suspendidos por una violación de las reglas del equipo. Promedió 14.9 puntos, 8.7 rebotes y 6.5 asistencias por partido. Lideró la conferencia en asistencias, y fue tercero en rebotes y robos (1.8) por partido. Fue el primer jugador en la historia de la Pac-12 en lograr 200 rebotes y 200 asistencias en una temporada, así como el primer jugador de la División I con al menos 500 puntos, 300 rebotes y 200 asistencias en una temporada. Anderson mejoró su porcentaje de tiros de campo sumando siete puntos porcentuales desde su primer año, mientras que su porcentaje de tiros de tres puntos salto desde 21 a 48 por ciento.
The Associated Press y Sporting News nombraron a Anderson en el tercer quinteto All-American de 2014, y fue elegido al mejor quinteto de la Pac-12, así como al mejor quinteto del distrito por la Asociación Nacional de Entrenadores de Baloncesto (NABC) y la Asociación de Escritores
de Baloncesto de los Estados Unidos (USBWA). Fue uno de los finalistas para el Trofeo Oscar Robertson, dado por la USBWA al jugador universitario más destacado; junto con Shabazz Napier, que fueron los únicos jugadores que también tuvieron en las listas de mitad de temporada para el premio Naismith College Player of the Year, John R. Wooden Award, y el Premio Bob Cousy. Anderson fue honrado como el jugador más destacado del torneo de la Pac-12 de 2014, el cual ganó UCLA para su primer título en seis años. En la final del campeonato, Anderson aportó 21 puntos, 15 rebotes y cinco asistencias en la victoria 75-71 sobre el n.º 4 del ranking nacional Arizona. "Yo no había visto esto nunca [esos números] y solo una pérdida de balón de un base," dijo el entrenador de Arizona Sean Miller de la actuación de Anderson.
El 16 de abril de 2014, Anderson anunció que iba a renunciar a su elegibilidad universitaria restante y entrar al Draft de la NBA de 2014. Fue Jugador Más Valioso (siglas en inglés: MVP) del equipo, el premio Entrenador John Wooden fue dado a él en el banquete anual. Anderson también fue el destinatario del Premio Gerald A. Finerman como el líder del equipo en rebotes y el Premio de la Asociación de Antiguos Alumnos de la UCLA como el líder de los Bruins en asistencias.

#### Estadísticas
| Año     | Equipo | PJ | PT | MPP  | %TC  | %3P  | %TL  | RPP | APP | ROB | TPP | PPP  |
| ------- | ------ | -- | -- | ---- | ---- | ---- | ---- | --- | --- | --- | --- | ---- |
| 2012–13 | UCLA   | 35 | 34 | 29.9 | .416 | .211 | .735 | 8.6 | 3.5 | 1.8 | .9  | 9.7  |
| 2013–14 | UCLA   | 36 | 36 | 33.2 | .480 | .483 | .737 | 8.8 | 6.5 | 1.8 | .8  | 14.6 |
| Total   | Total  | 71 | 70 | 31.6 | .452 | .375 | .736 | 8.7 | 5.0 | 1.8 | .8  | 12.2 |

### NBA

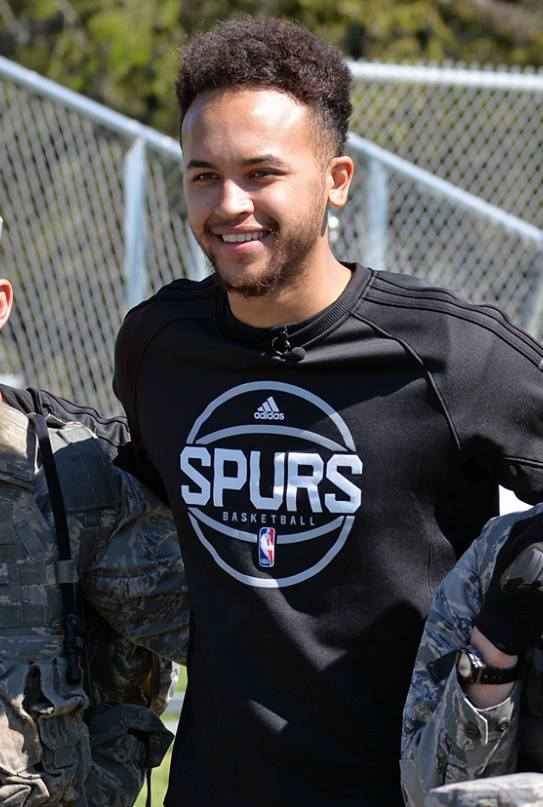
Anderson con los Spurs en 2017.

Anderson fue seleccionado n.º 30 en la primera ronda del Draft de la NBA de 2014 por los San Antonio Spurs.
Al término de la temporada 2017-18, su cuarta en San Antonio, Anderson se convirtió en agente libre restringido. El 6 de julio de 2018 recibió una oferta por parte de los Memphis Grizzlies de 37,2 millones de dólares por cuatro temporadas, que los Spurs no quisieron igualar, firmando tres días después por el equipo de Tennessee.
Durante su tercera temporada con los Grizzlies, el 28 de diciembre de 2020 ante Brooklyn Nets, consigue la mejor anotación de su carrera con 28 puntos. Ese año disputó 69 encuentros, todos ellos de titular, y finalizó la temporada regular con su mejor promedio anotador (12,4 puntos por encuentro).
Tras cuatro temporadas en Memphis, el 1 de julio de 2022 firma un contrato por 2 años y $18 millones con Minnesota Timberwolves.
Tras dos años en Minnesota, el 3 de julio de 2024, firma como agente libre por tres temporadas y $27 millones con Golden State Warriors.
El 5 de febrero de 2025 es traspasado a los Miami Heat junto a Dennis Schröder y Andrew Wiggins a cambio de Jimmy Butler.
El 7 de julio de 2025, es traspasado a Utah Jazz en un intercambio entre tres equipos.

### Selección nacional
Kyle participó en los entrenamientos de verano del Team USA en las categorías Sub-16 y Sub-17, antes de ser conocido como USA Basketball Men's Developmental National Team en 2009-10. En 2012 fue el ala-pívot titular del combinado estadounidense júnior, que compitió en el Nike Hoop Summit, donde se enfrentan los jugadores sénior de instituto ante equipos internacionales con jugadores Sub-19 o menos. Pero nunca llegó a ser parte la selección estadounidense absoluta.
En abril de 2023, dijo que estaba considerando jugar con la selección de China, por lo que comenzó su proceso administrativo para naturalizarse como ciudano chino, y poder disputar el Mundial de 2023. El 24 de julio, la Chinese Basketball Association confirmó que había obtenido la ciudadanía china y que podría estar en el Mundial. Finalmente, durante agosto y septiembre de 2023 fue integrante de la selección de China que participó en el Mundial de 2023 celebrado en Asia, y que finalizó en vigesimonoveno lugar.

## Estadísticas de su carrera en la NBA

### Temporada regular
| Año     | Equipo       | PJ  | PT  | MPP  | %TC  | %3P  | %TL  | RPP | APP | ROB | TPP | PPP  |
| ------- | ------------ | --- | --- | ---- | ---- | ---- | ---- | --- | --- | --- | --- | ---- |
| 2014-15 | San Antonio  | 33  | 8   | 10.8 | .348 | .273 | .643 | 2.2 | .8  | .5  | .2  | 2.2  |
| 2015-16 | San Antonio  | 78  | 11  | 16.0 | .468 | .324 | .747 | 3.1 | 1.6 | .8  | .4  | 4.5  |
| 2016-17 | San Antonio  | 72  | 14  | 14.2 | .445 | .375 | .789 | 2.9 | 1.3 | .7  | .4  | 3.4  |
| 2017-18 | San Antonio  | 74  | 67  | 26.7 | .527 | .333 | .712 | 5.4 | 2.7 | 1.6 | .8  | 7.9  |
| 2018-19 | Memphis      | 43  | 40  | 29.8 | .543 | .265 | .578 | 5.8 | 3.0 | 1.3 | .9  | 8.0  |
| 2019-20 | Memphis      | 67  | 28  | 19.8 | .474 | .282 | .667 | 4.3 | 2.4 | .8  | .6  | 5.8  |
| 2020-21 | Memphis      | 69  | 69  | 27.3 | .468 | .360 | .783 | 5.7 | 3.6 | 1.2 | .8  | 12.4 |
| 2021-22 | Memphis      | 69  | 11  | 21.5 | .446 | .330 | .638 | 5.3 | 2.7 | 1.1 | .7  | 7.6  |
| 2022-23 | Minnesota    | 69  | 46  | 28.4 | .509 | .410 | .735 | 5.3 | 4.9 | 1.1 | .9  | 9.4  |
| 2023-24 | Minnesota    | 79  | 10  | 22.6 | .460 | .229 | .708 | 3.5 | 4.2 | .9  | .6  | 6.4  |
| 2024-25 | Golden State | 36  | 3   | 15.0 | .450 | .365 | .667 | 3.1 | 2.3 | .7  | .6  | 5.3  |
| 2024-25 | Miami        | 25  | 1   | 18.4 | .493 | .333 | .789 | 3.8 | 2.6 | .6  | .5  | 6.7  |
| Total   | Total        | 714 | 308 | 21.5 | .478 | .340 | .716 | 4.3 | 2.8 | 1.0 | .6  | 6.8  |

### Playoffs
| Año   | Equipo      | PJ | PT | MPP  | %TC  | %3P  | %TL   | RPP | APP | ROB | TPP | PPP |
| ----- | ----------- | -- | -- | ---- | ---- | ---- | ----- | --- | --- | --- | --- | --- |
| 2016  | San Antonio | 10 | 0  | 12.9 | .320 | .333 | .857  | 2.4 | .7  | .6  | .3  | 2.3 |
| 2017  | San Antonio | 15 | 1  | 13.0 | .571 | .300 | .727  | 3.1 | 1.7 | .7  | .1  | 5.5 |
| 2018  | San Antonio | 5  | 1  | 14.8 | .600 | .000 | .750  | 2.6 | .6  | 1.2 | .2  | 5.4 |
| 2021  | Memphis     | 5  | 5  | 28.4 | .429 | .250 | .750  | 5.0 | 3.2 | 2.8 | .0  | 8.4 |
| 2022  | Memphis     | 12 | 1  | 18.4 | .569 | .250 | .611  | 4.3 | 1.8 | .9  | .6  | 6.0 |
| 2023  | Minnesota   | 4  | 0  | 25.9 | .500 | .333 | 1.000 | 4.0 | 4.5 | 1.8 | .5  | 8.5 |
| 2024  | Minnesota   | 15 | 1  | 15.4 | .456 | .250 | .833  | 2.7 | 2.5 | .7  | .3  | 4.3 |
| 2025  | Miami       | 2  | 0  | 7.0  | .000 | –    | –     | .5  | .5  | .0  | .0  | .0  |
| Total | Total       | 68 | 9  | 16.3 | .495 | .255 | .741  | 3.2 | 1.9 | .9  | .3  | 5.1 |